# СПС (огнемёт)
Фугасный огнемет «СПС» — первый в мире фугасный огнемёт, принятый на вооружение русской армией во время Первой мировой войны. Предшественник советского фугасного огнемёта ФОГ.

## Описание
Огнемёт СПС, представленный в 1916 году инженерами Странденом, Поварниным и Столицей (по первым буквам фамилий которых он и был назван), обладал рядом необычных для огнемёта того времени черт. Горючая смесь из данного огнемёта выбрасывалась под давлением пороховых газов, что ранее не применялось ни на одном другом огнемёте.
Огнемёт СПС представлял собой продолговатый металлический цилиндр — камеру для горючего, внутри которой был неподвижно помещен поршень. На сопло устанавливался терочный воспламеняющий патрон, в зарядник помещался пороховой выбрасывающий патрон. В патрон вставлялся электрический запал, провода от которого шли к подрывной машинке. Масса порожнего огнемёта составляла примерно 16 кг, в снаряженном состоянии — 32,5 кг. Дальность огнеметания составляла около 35-50 м, время действия — 1-2 сек. Иностранные аналоги сходной конструкций, обладавших худшими характеристиками, выстреливание струи зажигательной смеси производилось обычно с помощью сжатого воздуха или водорода, азота и углекислого газа. Принцип использования в фугасных огнемётах давления пороховых газов для выталкивания огнесмеси остается основным для подобного типа огнемётов до сих пор. Изначально фугасные огнемёты были одноразовыми ввиду необходимости заводской перезарядки.

## Производство и применение
В начале 1917 года фугасный огнемёт прошёл испытания, по результатам которых был принят на вооружение под названием СПС, после чего он был запущен в производство. За всё время производства было изготовлено около 300 огнемётов. Единственным предприятием, осуществлявшим зарядку огнемётов СПС, был построенный в 1915 году Казанский нефтеперегонный завод, где впервые в России было организовано необходимое для выпуска взрывчатых веществ промышленное производство ароматических углеводородов.
Применять фугасные огнемёты СПС предполагалось следующим образом: устройства предполагалось размещать в одну или несколько линий с дистанциями между линиями в 100—150 м и с интервалами между отдельными огнеметами в линии в 35-50 м. В связи с революцией, огнемёт так и не успели применить против сил Центральных держав. Первое в истории военного искусства применение фугасных огнеметов произошло при обороне Красной армией Каховского плацдарма осенью 1920 г.